# Сад (пам'ятка природи)
Сад — ботанічна пам'ятка природи місцевого значення. Пам'ятка природи розташована в 1 км південно-західніше села Ляшківка Царичанського району Дніпропетровської області.
Площа — 40,0 га, створено у 1988 році.